# Nekrolog Juni 2009
Nekrolog
◄◄
| ◄
| 2005
| 2006
| 2007
| 2008
| 2009 | 2010 | 2011 | 2012 | 2013 | ► | ►►
Januar |
Februar |
März |
April |
Mai |
Juni |
Juli |
August |
September |
Oktober |
November |
Dezember 2009
Weitere Ereignisse | Allgemeiner Nekrolog 2009
Die Beschreibung der verstorbenen Person sollte so kurz wie möglich gehalten sein und nur deren signifikante Tätigkeit(en) enthalten.
Neue Namen ggf. auch unter dem Geburts- und Sterbedatum, also etwa unter 1. Januar und im Geburts- und Sterbejahr (2024) eintragen (nur bei entsprechender großer Wichtigkeit). Für Beispiele siehe die schon vorhandenen Artikel.
Außerdem über die fünf zuletzt Verstorbenen, zu denen es einen ausreichend guten Artikel für eine Präsentation auf der Hauptseite gibt, nach der todesbedingten Überarbeitung der Artikel ggf. auch unter Wikipedia Diskussion:Hauptseite informieren und sie am besten auch in den anderen Wikipedia-Sprachversionen eintragen. Tipp: Regelmäßig bei news.google.de nach „ist tot“, „gestorben“ oder „verstorben“ suchen.
Wenn eine Person gestorben ist, gibt es viele Seiten zu dieser Person in der Wikipedia, die davon auch betroffen sind und entsprechend aktualisiert werden müssen. Beispiele: Namenübersichtsseite, Geburtsjahr, Geburtsort-Seiten und viele mehr.
Wie finde ich die betroffenen Seiten?
Im Suchfeld auf der linken Seite gibt man den Suchbegriff so ein: „Vorname Nachname“. Dann klickt man auf Volltext und alle Seiten mit entsprechendem Suchtext werden aufgerufen. Hier sieht man dann schnell, wo auch das Todesjahr Sinn macht oder sogar ein Teil des Artikels angepasst werden muss. Auch hilft das „Werkzeug“ auf der linken Seite sehr gut, um solche Seiten aufzufinden: „Links auf diese Seite“. Somit ist die Wikipedia wieder aktuell in allen Bereichen! Hinweis: bei Eintragung der Kategorie „Gestorben JAHR“ wird der Missbrauchsfilter 49 ausgelöst, was jedoch nicht schlimm ist. Siehe: Spezial:Missbrauchsfilter/49
Dies ist eine Liste von im Juni 2009 verstorbenen bekannten Persönlichkeiten. Die Einträge erfolgen innerhalb der einzelnen Daten alphabetisch sortiert. Tiere sind im Nekrolog für Tiere zu finden.

## Juni
| Tag      | Name                             | Beruf, bekannt als                                                              | Alter | Beleg |
| -------- | -------------------------------- | ------------------------------------------------------------------------------- | ----- | ----- |
| 1. Juni  | Juliana de Aquino                | brasilianische Musicaldarstellerin                                              | 28    |       |
| 1. Juni  | Silvio Barbato                   | brasilianischer Dirigent                                                        | 50    |       |
| 1. Juni  | Thomas Berry                     | US-amerikanischer Theologe                                                      | 94    |       |
| 1. Juni  | Kai Lai Chung                    | US-amerikanischer Mathematiker                                                  | 91    |       |
| 1. Juni  | Bob Christie                     | US-amerikanischer Autorennfahrer                                                | 85    |       |
| 1. Juni  | Ken Clark                        | US-amerikanischer Schauspieler                                                  | 81    |       |
| 1. Juni  | Erich Walter Heine               | deutscher Manager                                                               | 41    |       |
| 1. Juni  | Izabela Maria Furtado Kestler    | brasilianische Germanistin                                                      | 49    |       |
| 1. Juni  | Giovanni Battista Lenzi          | italienischer Politiker                                                         | ~57   | [ 1 ] |
| 1. Juni  | Karin von Ullmann                | deutsche Unternehmerin und Gestütsbesitzerin                                    | 87    |       |
| 1. Juni  | Friedrich Weißkopf               | deutscher Politiker (CSU), MdL                                                  | 71    |       |
| 2. Juni  | Wolfram Bergerowski              | deutscher Politiker (FDP), MdL, MdB                                             | 73    |       |
| 2. Juni  | Hans Clauser                     | deutscher Pädagoge, Historiker und Gewerkschafter                               | 78    |       |
| 2. Juni  | David Eddings                    | US-amerikanischer Schriftsteller                                                | 77    |       |
| 2. Juni  | Tony Maggs                       | südafrikanischer Formel-1-Rennfahrer                                            | 72    |       |
| 2. Juni  | Palghat A. R. Raghu              | indischer Musiker                                                               | 81    |       |
| 2. Juni  | Horst Siebert                    | deutscher Ökonom                                                                | 71    |       |
| 2. Juni  | Rudolf Springer                  | deutscher Galerist                                                              | 100   |       |
| 2. Juni  | Kidane-Mariam Teklehaimanot      | Altbischof von Adigrat, Äthiopien                                               | 75    |       |
| 2. Juni  | Jürgen Thorer                    | deutscher Unternehmer und Verbandsfunktionär                                    | 83    |       |
| 2. Juni  | Glória de Sant’Anna              | portugiesische Dichterin                                                        | 84    |       |
| 2. Juni  | Andrei Vartic                    | moldauischer Politiker, Schriftsteller und Filmregisseur                        | 60    |       |
| 2. Juni  | Paul O. Williams                 | US-amerikanischer Schriftsteller                                                | 74    |       |
| 2. Juni  | Ted Winter                       | australischer Stabhochspringer                                                  | 100   |       |
| 3. Juni  | Richard Allsopp                  | guyanischer Lexikograph                                                         | 86    |       |
| 3. Juni  | Geoffrey Bingham                 | australischer Prediger und Autor                                                | 90    |       |
| 3. Juni  | Paul Bocklet                     | deutscher Theologe und Priester                                                 | 80    |       |
| 3. Juni  | Sam Butera                       | US-amerikanischer Saxophonist                                                   | 81    |       |
| 3. Juni  | James F. Calvert                 | US-amerikanischer Offizier, Vizeadmiral der US-Navy                             | 88    |       |
| 3. Juni  | David Carradine                  | US-amerikanischer Schauspieler                                                  | 72    |       |
| 3. Juni  | Thomas Ponce Gill                | US-amerikanischer Politiker                                                     | 87    |       |
| 3. Juni  | Frank G. Harrison                | US-amerikanischer Politiker                                                     | 69    |       |
| 3. Juni  | Geir Høgsnes                     | norwegischer Soziologe                                                          | 58    |       |
| 3. Juni  | Shih Kien                        | chinesischer Filmschauspieler                                                   | 96    |       |
| 3. Juni  | Peter J. Landin                  | britischer Informatiker                                                         | 78    |       |
| 3. Juni  | Wolfgang Senger                  | deutscher leitender Verwaltungsbeamter des Landes Niedersachsen                 | 83    |       |
| 3. Juni  | Koko Taylor                      | US-amerikanische Blues-Sängerin                                                 | 80    |       |
| 3. Juni  | Elmar Vonbank                    | österreichischer Museumsdirektor und Archäologe (Bodendenkmalpfleger)           | 87    |       |
| 3. Juni  | Edward M. Wu                     | US-amerikanischer Ingenieur                                                     | 70    |       |
| 4. Juni  | Robert Colescott                 | US-amerikanischer Maler                                                         | 83    |       |
| 4. Juni  | Ward Costello                    | US-amerikanischer Schauspieler und Komponist                                    | 89    |       |
| 4. Juni  | Philip Curtin                    | US-amerikanischer Historiker                                                    | 87    |       |
| 4. Juni  | Luc Alfons De Hovre              | Alt-Weihbischof in Mechelen-Brüssel                                             | 83    |       |
| 4. Juni  | Gudrun Deubener                  | deutsche Drehbuchautorin                                                        | 77    |       |
| 4. Juni  | Ilse Edelmann                    | deutsche Politikerin                                                            | 104   |       |
| 4. Juni  | Lutz Koch                        | deutscher Politiker (SPD), MdL                                                  | 71    |       |
| 4. Juni  | Trude Mally                      | österreichische Sängerin                                                        | 81    |       |
| 4. Juni  | Schan Sagadejew                  | russischer Musiker                                                              | 41    |       |
| 4. Juni  | Karl Schmiedbauer                | österreichischer Politiker (SPÖ), Bezirksvorsteher                              | 86    |       |
| 4. Juni  | Randy Smith                      | US-amerikanischer Basketballspieler                                             | 60    |       |
| 4. Juni  | Günter Spendel                   | deutscher Jurist                                                                | 86    |       |
| 4. Juni  | Trude Stosch-Sarrasani           | Schweizer Tänzerin, Musikerin und Artistin                                      | 96    |       |
| 5. Juni  | Bernard Barker                   | US-amerikanischer Agent                                                         | 92    |       |
| 5. Juni  | Hans-Jürgen Behrendt             | deutscher Arzt und Politiker (CDU), MdA                                         | 91    |       |
| 5. Juni  | Peter L. Bernstein               | US-amerikanischer Wirtschaftshistoriker                                         | 90    |       |
| 5. Juni  | Helen Codere                     | US-amerikanische Anthropologin                                                  | 91    |       |
| 5. Juni  | Baciro Dabo                      | guinea-bissauischer Politiker                                                   | 50    |       |
| 5. Juni  | Jeff Hanson                      | US-amerikanischer Singer-Songwriter und Gitarrist                               | 31    |       |
| 5. Juni  | Adilgerei Magomedtagirow         | russischer Politiker                                                            | 52    |       |
| 5. Juni  | Rajeev Motwani                   | US-amerikanischer Informatiker                                                  | 47    |       |
| 5. Juni  | Joachim Löhr                     | deutscher Orthopäde                                                             | 57    |       |
| 5. Juni  | Del Monroe                       | US-amerikanischer Schauspieler                                                  | 73    |       |
| 5. Juni  | Chris O’Brien                    | australischer Mediziner                                                         | 57    |       |
| 5. Juni  | Hélder Proença                   | guinea-bissauischer Dichter und Politiker                                       | 52    |       |
| 5. Juni  | Boris Pokrowski                  | russischer Opernregisseur                                                       | 97    |       |
| 5. Juni  | Ilse Reiter                      | saarländische Politikerin (DPS), MdL                                            | 88    |       |
| 5. Juni  | Friedrich Rischer                | Österreichischer Ornithologe                                                    | 78    |       |
| 5. Juni  | Gaby Steiger                     | Schweizer Alpinistin, Extrembergsteigerin                                       | 87    |       |
| 5. Juni  | Otto Geisler                     | deutscher Generalleutnant (MfS)                                                 | 79    |       |
| 6. Juni  | Charles Arnold-Baker             | britischer Historiker                                                           | 90    |       |
| 6. Juni  | Eberhard Buchborn                | deutscher Mediziner                                                             | 87    | [FAZ] |
| 6. Juni  | André Bucher                     | Schweizer Künstler, Bildhauer                                                   | 85    |       |
| 6. Juni  | Jean Dausset                     | französischer Mediziner und Nobelpreisträger                                    | 92    |       |
| 6. Juni  | Gerhard Exner                    | deutscher Chirurg und Paraplegiologe                                            | 67    |       |
| 6. Juni  | Stanley Haidasz                  | kanadischer Politiker und Kardiologe                                            | 86    |       |
| 6. Juni  | Hans Hemmeler                    | Schweizer Jurist, Politiker und Autor                                           | 93    |       |
| 6. Juni  | Mary Howard                      | US-amerikanische Schauspielerin                                                 | 96    |       |
| 6. Juni  | Koyama Kiyoshige                 | japanischer Komponist und Musikpädagoge                                         | 95    | [ 2 ] |
| 6. Juni  | Herbert Schultze                 | deutscher evangelischer Theologe und Hochschullehrer                            | 80    |       |
| 7. Juni  | Valéria Benke                    | ungarische Politikerin                                                          | 88    |       |
| 7. Juni  | Karl Siegfried Büchner           | deutscher Maler, Zeichner und Radierer                                          | 73    |       |
| 7. Juni  | Indra Gunawan                    | indonesischer Badmintonspieler                                                  | 61    |       |
| 7. Juni  | Eric Holmqvist                   | schwedischer Politiker                                                          | 92    |       |
| 7. Juni  | Hugh Hopper                      | britischer Bassist und Komponist                                                | 64    | [ 3 ] |
| 7. Juni  | Gordon Lennon                    | britischer Fußballspieler                                                       | 26    |       |
| 7. Juni  | Kenny Rankin                     | US-amerikanischer Musiker                                                       | 69    |       |
| 7. Juni  | Trude Schelling-Karrer           | deutsche Bühnenbildnerin und Innenarchitektin                                   | 90    |       |
| 7. Juni  | Peter Townsend                   | britischer Soziologe                                                            | 81    |       |
| 7. Juni  | Baron Vaea                       | tongaischer Politiker                                                           | 88    |       |
| 7. Juni  | Hermann Zenz                     | deutscher Politiker                                                             | 82    |       |
| 8. Juni  | Bertil Andersson                 | schwedischer Fußballspieler                                                     | 79    |       |
| 8. Juni  | François Ascher                  | französischer Stadtforscher                                                     | 62    |       |
| 8. Juni  | Amador Ballumbrosio              | peruanischer Folk-Musiker und -Tänzer                                           | 75    |       |
| 8. Juni  | Franz Birner                     | österreichischer Politiker                                                      | 88    |       |
| 8. Juni  | Omar Bongo                       | Staatspräsident von Gabun                                                       | 73    |       |
| 8. Juni  | Leo Brawand                      | deutscher Journalist                                                            | 84    |       |
| 8. Juni  | Hans Brox                        | deutscher Rechtswissenschaftler                                                 | 88    |       |
| 8. Juni  | Sheila Finestone                 | kanadische Politikerin                                                          | 82    |       |
| 8. Juni  | Aage Rou Jensen                  | dänischer Fußballspieler                                                        | 84    |       |
| 8. Juni  | Nathan Marsters                  | kanadischer Eishockeyspieler                                                    | 29    |       |
| 8. Juni  | Harold Norse                     | US-amerikanischer Dichter                                                       | 92    |       |
| 8. Juni  | Alexandra Owtschinnikowa         | sowjetische bzw. russische Straßenbau-Ingenieurin, Historikerin und Politikerin | 94    |       |
| 8. Juni  | Johnny Palermo                   | US-amerikanischer Schauspieler                                                  | 27    |       |
| 8. Juni  | Habib Tanvir                     | indischer Dramatiker                                                            | 85    |       |
| 8. Juni  | João da Costa Tavares            | indonesisch-osttimoresischer Politiker                                          | 78    |       |
| 9. Juni  | Zvonimir Berković                | jugoslawischer bzw. kroatischer Drehbuchautor und Filmregisseur                 | 80    |       |
| 9. Juni  | Gustavo Cabañas                  | mexikanischer Fußballspieler und -trainer                                       |       |       |
| 9. Juni  | Wera Mutaftschiewa               | bulgarische Schriftstellerin und Historikerin                                   | 80    |       |
| 9. Juni  | Michael Roof                     | US-amerikanischer Schauspieler                                                  | 32    |       |
| 9. Juni  | Klaus Schreiber                  | deutscher Chemiker und Naturstoffforscher                                       | 82    |       |
| 9. Juni  | Mal Sondock                      | US-amerikanischer DJ und Hörfunkmoderator                                       | 74    |       |
| 9. Juni  | Karl-Michael Vogler              | deutscher Schauspieler                                                          | 80    | [ 4 ] |
| 10. Juni | Ronald Pitts Crick               | britischer Mediziner                                                            | 92    |       |
| 10. Juni | George Kessler Fraenkel          | US-amerikanischer Chemiker                                                      | 87    |       |
| 10. Juni | Siegfried Möslein                | deutscher Politiker                                                             | 81    |       |
| 10. Juni | Michel Nguyên Khác Ngu           | vietnamesischer Bischof                                                         | 100   |       |
| 10. Juni | Jack Nimitz                      | US-amerikanischer Jazz-Saxophonist                                              | 79    |       |
| 10. Juni | Jørgen Frank Rasmussen           | dänischer Radrennfahrer                                                         | 78    |       |
| 10. Juni | Stelios Skevofilakas             | griechischer Fußballspieler                                                     | 70    |       |
| 10. Juni | Helle Virkner                    | dänische Schauspielerin                                                         | 83    |       |
| 10. Juni | Leopold Wandl                    | österreichischer Schriftsteller                                                 | 85    |       |
| 11. Juni | Wolf-Ernst Reif                  | deutscher Paläontologe                                                          | 63    |       |
| 11. Juni | Danica Aćimac                    | jugoslawische Schauspielerin                                                    | 80    |       |
| 11. Juni | Wjatscheslaw Aljabjew            | sowjetischer Fußballspieler                                                     | 75    |       |
| 11. Juni | Livio Reginaldo Fischione        | Apostolischer Vikar von Riohacha, Kolumbien                                     | 84    |       |
| 11. Juni | Xaver Frick                      | Liechtensteiner Leichtathlet                                                    | 96    |       |
| 11. Juni | Marian Goliński                  | polnischer Politiker                                                            | 59    |       |
| 11. Juni | Jürgen Gosch                     | deutscher Theaterregisseur                                                      | 65    |       |
| 11. Juni | Karl-Heinrich Hartge             | deutscher Gartenbauwissenschaftler                                              | 83    |       |
| 11. Juni | Karl Huber                       | deutscher Maler und Bildhauer                                                   | 80    |       |
| 11. Juni | Frank James Low                  | US-amerikanischer Physiker und Astronom                                         | 75    |       |
| 11. Juni | Carl Pursell                     | US-amerikanischer Politiker                                                     | 76    |       |
| 11. Juni | Ricardo Rangel                   | mosambikanischer Fotograf und Journalist                                        | 85    |       |
| 11. Juni | Jarmo Savolainen                 | finnischer Jazzpianist und -komponist                                           | 48    |       |
| 11. Juni | Wolfgang Schmidt                 | österreichischer Geistlicher                                                    | 79    |       |
| 12. Juni | Wolfgang Holz                    | deutscher Schauspieler                                                          | 72    |       |
| 12. Juni | Shailaja Acharya                 | nepalesische Politikerin                                                        | 65    |       |
| 12. Juni | Jochem Erlemann                  | deutscher Finanzexperte und Klubpräsident                                       | 70    |       |
| 12. Juni | Roland Köster                    | deutscher Chemiker                                                              | 84    |       |
| 12. Juni | Dagobert Krause                  | deutscher Gewerkschafter in der DDR                                             | 82    |       |
| 12. Juni | Félix Malloum                    | tschadischer Politiker                                                          | 76    |       |
| 12. Juni | Walter Schulz                    | deutscher lutherischer Theologe und Kirchenlieddichter                          | 84    |       |
| 12. Juni | Georgi Wainer                    | russischer Schriftsteller                                                       | 71    |       |
| 12. Juni | Christel Peters                  | deutsche Schauspielerin                                                         | 93    |       |
| 13. Juni | Khalil Abi-Nader                 | Alterzbischof der Erzeparchie Beirut, Libanon                                   | 87    |       |
| 13. Juni | Geoffrey Allan Crossley          | britischer Botschafter                                                          | 88    |       |
| 13. Juni | Otilio Galíndez                  | venezolanischer Sänger und Komponist                                            | 73    |       |
| 13. Juni | Mitsuharu Misawa                 | japanischer Wrestler                                                            | 46    |       |
| 13. Juni | Pierre Paulin                    | französischer Designer                                                          | 81    |       |
| 14. Juni | Adamou Moumouni Djermakoye       | nigrischer Offizier, Politiker und Diplomat                                     | 70    |       |
| 14. Juni | Carl-Ebbe Andersen               | dänischer Ruderer                                                               | 80    |       |
| 14. Juni | Bob Bogle                        | US-amerikanischer Gitarrist                                                     | 75    |       |
| 14. Juni | Ivan Della Mea                   | italienischer Liedermacher                                                      | 68    |       |
| 14. Juni | Herbert Grusa                    | deutscher Politiker (SPD)                                                       | 75    |       |
| 14. Juni | Fritz Inkret                     | österreichischer Freiheitskämpfer                                               | 93    |       |
| 14. Juni | Teresita Junco                   | kubanische Pianistin und Musikpädagogin                                         | 62    |       |
| 14. Juni | Joseph Klifa                     | französischer Politiker                                                         | 77    |       |
| 14. Juni | Carlos Pardo                     | mexikanischer NASCAR-Rennfahrer                                                 | 33    |       |
| 14. Juni | Ingrid Psimmas                   | deutsche Politikerin                                                            | 64    |       |
| 14. Juni | Abel Tador                       | nigerianischer Fußballspieler                                                   | 24    |       |
| 14. Juni | Pjotr Weljaminow                 | russischer Schauspieler                                                         | 82    |       |
| 15. Juni | Nina Baumgarten                  | niederländische Kurierin und Englandfahrerin                                    | 91    |       |
| 15. Juni | Fernando Delgado                 | spanischer Schauspieler                                                         | 78    |       |
| 15. Juni | Rudolf Francl                    | jugoslawischer Opernsänger (Tenor)                                              | 89    |       |
| 15. Juni | Manfred Hansmann                 | deutscher Mediziner                                                             | 73    | [FAZ] |
| 15. Juni | Allan King                       | kanadischer Filmregisseur                                                       | 79    |       |
| 15. Juni | Desmond Moran                    | australischer Krimineller                                                       | 60    |       |
| 16. Juni | Peter Arundell                   | britischer Autorennfahrer                                                       | 75    | [ 5 ] |
| 16. Juni | Vladimir Bebić                   | kroatischer Politiker                                                           | 62    |       |
| 16. Juni | Sheila Bingham                   | britische Medizinerin                                                           | 62    |       |
| 16. Juni | Emmanuel Constant                | Altbischof von Les Gonaïves, Haiti                                              | 81    |       |
| 16. Juni | John Davison                     | US-amerikanischer Diplomat                                                      | 76    |       |
| 16. Juni | Frank Hernández "El Pavo"        | venezolanischer Salsa- und Jazz-Schlagzeuger und -Perkussionist                 | 74    |       |
| 16. Juni | Patrick Farrow                   | britischer Galeriebesitzer und Bruder von Mia Farrow                            | 66    |       |
| 16. Juni | Paul A. Fino                     | US-amerikanischer Politiker                                                     | 95    |       |
| 16. Juni | Celia Fremlin                    | britische Schriftstellerin                                                      | 94    |       |
| 16. Juni | Rosa Höller                      | österreichische Leichtathletin und Lehrerin                                     | 85    |       |
| 16. Juni | Charlie Mariano                  | US-amerikanischer Jazzmusiker                                                   | 85    |       |
| 16. Juni | Tina Marsh                       | US-amerikanische Sängerin und Komponistin                                       | 55    |       |
| 16. Juni | Mark-Ulrich von Schweinitz       | deutscher Diplomat                                                              | 68    | [FAZ] |
| 16. Juni | Ruslan Skrynnikow                | sowjetischer bzw. russischer Historiker                                         | 78    |       |
| 16. Juni | Harald Weiland                   | deutscher Polizeibeamter                                                        | 60    |       |
| 16. Juni | Anna Elisabeth Wiede             | deutsche Dramatikerin                                                           | 80    |       |
| 16. Juni | Hans-Joachim Zimmermann          | deutscher Politiker (CDU), MdL                                                  | 83    |       |
| 17. Juni | André Almuro                     | französischer Komponist, Hörspielautor und Kurzfilmregisseur                    | 82    |       |
| 17. Juni | Werner Baumgart                  | deutscher Jazzmusiker und Arrangeur                                             | 82    |       |
| 17. Juni | José Calvário                    | portugiesischer Komponist und Dirigent                                          | 58    |       |
| 17. Juni | Ralf Dahrendorf                  | deutsch-britischer Soziologe und Politiker                                      | 80    |       |
| 17. Juni | Alejandro Doria                  | argentinischer Filmregisseur                                                    | 72    |       |
| 17. Juni | José Ignacio García Hamilton     | argentinischer Politiker und Historiker                                         | 65    |       |
| 17. Juni | Rolf Hagen                       | deutscher Museumsdirektor                                                       | 87    |       |
| 17. Juni | Karl Hauschildt                  | deutscher Theologe                                                              | 89    |       |
| 17. Juni | Iz the Wiz                       | US-amerikanischer Graffiti-Künstler                                             | 50    |       |
| 17. Juni | Derek Lacey                      | britischer Sportmoderator                                                       | 67    |       |
| 17. Juni | Fernando Peña                    | argentinischer Comedian                                                         | 46    |       |
| 17. Juni | Hans Penth                       | deutscher Sprachwissenschaftler und Thaiist                                     | 72    |       |
| 17. Juni | Darrell Powers                   | US-amerikanischer Staff Sergeant                                                | 86    |       |
| 17. Juni | Dusty Rhodes                     | US-amerikanischer Baseballspieler                                               | 82    |       |
| 17. Juni | Hal Riddle                       | US-amerikanischer Schauspieler und Memorabilia-Sammler                          | 89    |       |
| 18. Juni | Hortensia Bussi de Allende       | chilenische Präsidentengattin                                                   | 94    |       |
| 18. Juni | Giovanni Arrighi                 | italienischer Soziologieprofessor                                               | 71    |       |
| 18. Juni | Victor Cosson                    | französischer Radrennfahrer                                                     | 93    |       |
| 18. Juni | Sidney Katz                      | US-amerikanischer Filmeditor                                                    | 91    |       |
| 18. Juni | Mihai Mocanu                     | rumänischer Fußballspieler und -trainer                                         | 67    |       |
| 18. Juni | Elisabeth Schweigaard Selmer     | norwegische konservative Politikerin und Juristin                               | 85    |       |
| 18. Juni | O. Carl Simonton                 | US-amerikanischer Radiologe und Onkologe                                        | 66    |       |
| 18. Juni | Jürgen Sprute                    | deutscher Philosoph und Professor für Klassische Philosophie in Göttingen       | 74    |       |
| 19. Juni | Heinz-Herbert Kreh               | deutscher Fußballspieler                                                        | 72    |       |
| 19. Juni | Alberto Andrade                  | peruanischer Politiker                                                          | 65    |       |
| 19. Juni | Henry Aristide Boucher           | US-amerikanischer Politiker                                                     | 88    |       |
| 19. Juni | Franz Haidacher                  | deutscher Politiker                                                             | 93    |       |
| 19. Juni | Jörg Hube                        | deutscher Schauspieler                                                          | 65    |       |
| 19. Juni | Ali Akbar Khan                   | indischer Musiker und Komponist                                                 | 87    |       |
| 19. Juni | Rudolf Majonica                  | deutscher Schriftsteller und Fotograf                                           | 70    |       |
| 20. Juni | Neda Agha-Soltan                 | iranische Studentin                                                             | 26    |       |
| 20. Juni | Eckhard Becker                   | deutscher Schauspieler und Theaterregisseur                                     | 64    |       |
| 20. Juni | Kurt Böge                        | deutscher Politiker (CDU), MdL                                                  | 83    |       |
| 20. Juni | Waldemar Ceran                   | polnischer Historiker                                                           | 72    |       |
| 20. Juni | Elsa Dehennin                    | belgische Romanistin und Hispanistin                                            | 77    |       |
| 20. Juni | Reuben Epp                       | plautdietscher Autor                                                            |       |       |
| 20. Juni | Ralph Hirschmann                 | US-amerikanischer Chemiker                                                      | 87    |       |
| 20. Juni | Joseph Ibanez                    | französischer Fußballspieler und -trainer                                       | 82    |       |
| 20. Juni | Heinz Isler                      | Schweizer Bauingenieur                                                          | 82    |       |
| 20. Juni | Nazir Ali Jairazbhoy             | indisch-US-amerikanischer Musikethnologe                                        | ~82   |       |
| 20. Juni | Angela Praesent                  | deutsche Übersetzerin, Verlagslektorin und Schriftstellerin                     | 64    |       |
| 20. Juni | Godfrey Rampling                 | britischer Leichtathlet                                                         | 100   |       |
| 20. Juni | Richard O. Ristine               | US-amerikanischer Politiker                                                     | 89    |       |
| 20. Juni | Jewgeni Saburow                  | russischer Ökonom und Politiker                                                 | 63    |       |
| 20. Juni | Albrecht Struppler               | deutscher Neurologe                                                             | 90    |       |
| 21. Juni | Hermann Eiselen                  | deutscher Unternehmer und Forschungsförderer                                    | 83    |       |
| 21. Juni | Peter Freyberger                 | österreichischer Mediziner und Universitätsprofessor                            | 86    |       |
| 21. Juni | Wolfgang Goehler                 | deutscher General und Kommunalpolitiker                                         | 68    |       |
| 21. Juni | Karlheinz Groß                   | deutscher Maler, Grafiker und Buchautor                                         |       |       |
| 21. Juni | José Nicomedes Grossi            | Altbischof von Bom Jesus da Lapa, Brasilien                                     | 93    |       |
| 21. Juni | Errol Harris                     | südafrikanischer Philosoph                                                      | 101   |       |
| 21. Juni | Alexander Krischan               | deutscher Historiker und Bibliograph                                            | 88    |       |
| 21. Juni | Christa Reetz                    | deutsche Politikerin (Bündnis 90/Die Grünen), MdB                               | 86    |       |
| 21. Juni | Georg-Christoph von Unruh        | deutscher Rechtswissenschaftler                                                 | 95    |       |
| 22. Juni | Betty Allen                      | US-amerikanische Opernsängerin                                                  | 82    |       |
| 22. Juni | José Balbuena                    | peruanisch-chilenischer Fußballspieler                                          | 91    |       |
| 22. Juni | Anni Becker                      | deutsche Sängerin und Autorin                                                   | 82    |       |
| 22. Juni | Rainer Cabanis                   | deutscher Journalist, Rundfunkmoderator und -manager                            | 63    |       |
| 22. Juni | Hanne Kjærholm                   | dänische Architektin                                                            | 79    |       |
| 22. Juni | Keijo Komppa                     | finnischer Schauspieler und Regisseur                                           | 81    |       |
| 22. Juni | Wiktor Mednow                    | sowjetischer Boxer                                                              | 81    |       |
| 22. Juni | Eddie Preston                    | US-amerikanischer Jazz-Trompeter                                                | 80    |       |
| 22. Juni | Steve Race                       | britischer Jazzmusiker, Autor und Moderator                                     | 88    |       |
| 22. Juni | Michael Strumpf                  | deutscher Mediziner                                                             | 52    |       |
| 22. Juni | Julio Valdeón Baruque            | spanischer Historiker                                                           | 72    |       |
| 23. Juni | Günter Busch                     | deutscher Kunstgeschichtler und Direktor der Bremer Kunsthalle                  | 92    |       |
| 23. Juni | Harold H. Carstens               | US-amerikanischer Verleger und Buchautor                                        | 84    |       |
| 23. Juni | Dong Yinchu                      | chinesischer Politiker                                                          | 93    |       |
| 23. Juni | Dickie Hawdon                    | britischer Jazzmusiker und Musikpädagoge                                        | 81    |       |
| 23. Juni | Hanne Hiob                       | deutsche Schauspielerin                                                         | 86    | [ 6 ] |
| 23. Juni | Otto Linsenmaier                 | deutscher Weinexperte                                                           | 91    |       |
| 23. Juni | Ed McMahon                       | US-amerikanischer Entertainer                                                   | 86    |       |
| 23. Juni | Jerri Nielsen                    | US-amerikanische Medizinerin                                                    | 57    |       |
| 23. Juni | Farkas Paneth                    | rumänischer Tischtennisspieler und -trainer                                     | 92    |       |
| 23. Juni | Petrus Steigenberger             | Altabt des Stiftes Rein                                                         | 75    |       |
| 23. Juni | Maurizio Valenzi                 | italienischer Politiker und Künstler                                            | 99    |       |
| 23. Juni | Karel Van Miert                  | belgischer Politiker                                                            | 67    |       |
| 23. Juni | Wolf Vollmar                     | deutscher Regisseur                                                             | 80    |       |
| 24. Juni | Matei Călinescu                  | rumänisch-US-amerikanischer Literaturwissenschaftler                            | 74    |       |
| 24. Juni | Claus Eberth                     | deutscher Schauspieler                                                          | 74    |       |
| 24. Juni | Franz F. Eichberger              | deutscher Pianist                                                               | 73    |       |
| 24. Juni | Fernando Fontes                  | venezolanischer Radrennfahrer                                                   | 60    |       |
| 24. Juni | Frederik van de Graaff           | niederländischer Ruderer                                                        | 65    |       |
| 24. Juni | Octavian Iliescu                 | rumänischer Numismatiker                                                        | 89    |       |
| 24. Juni | Olja Ivanjicki                   | serbische Malerin                                                               | 78    |       |
| 24. Juni | Robert Lafont                    | französischer Autor                                                             | 86    |       |
| 24. Juni | Roméo LeBlanc                    | kanadischer Politiker                                                           | 81    |       |
| 24. Juni | Hans Liepmann                    | US-amerikanischer Physiker                                                      | 94    |       |
| 24. Juni | Rudolf Rohlíček                  | tschechoslowakischer Politiker und Minister                                     | 79    |       |
| 24. Juni | Rolf Schablinski                 | deutscher Journalist                                                            | 76    |       |
| 24. Juni | Walter Stoltz                    | deutscher Leichtathlet                                                          | 81    |       |
| 24. Juni | Steven Wells                     | britischer Musikjournalist                                                      | 49    |       |
| 25. Juni | Jochen Berg                      | deutscher Schriftsteller                                                        | 61    |       |
| 25. Juni | Don Coldsmith                    | US-amerikanische Autor                                                          | 83    |       |
| 25. Juni | Neera Desai                      | indische Sozialwissenschaftlerin                                                | 84    |       |
| 25. Juni | Farrah Fawcett                   | US-amerikanische Schauspielerin                                                 | 62    |       |
| 25. Juni | Pierre van Hauwe                 | niederländischer Musiker und Musikpädagoge                                      | 89    |       |
| 25. Juni | Michael Jackson                  | US-amerikanischer Musiker                                                       | 50    | [ 7 ] |
| 25. Juni | Shiv Charan Mathur               | indischer Politiker                                                             | 83    |       |
| 25. Juni | Franz-Albrecht Metternich-Sandor | österreichischer Adelsnachkomme                                                 | 88    |       |
| 25. Juni | Sky Saxon                        | US-amerikanischer Sänger                                                        | 71    |       |
| 25. Juni | Hugh Scaife                      | britischer Szenenbildner und Filmausstatter                                     | 79    |       |
| 25. Juni | Sinaida Stahurskaja              | belarussische Radsportlerin                                                     | 38    |       |
| 25. Juni | Jānis Vitomskis                  | lettischer Fernschachspieler                                                    | 72    | [ 8 ] |
| 25. Juni | Yasmine (Hilde Rens)             | belgische Sängerin und Moderatorin                                              | 37    |       |
| 26. Juni | Margot Ebert                     | deutsche Schauspielerin                                                         | 83    |       |
| 26. Juni | Ștefan Fay                       | rumänisch-französischer Schriftsteller                                          | 89    |       |
| 26. Juni | Amnon Kapeliouk                  | französischer Journalist und Autor                                              | 78    |       |
| 26. Juni | Erhard Karkoschka                | deutscher Komponist                                                             | 86    |       |
| 26. Juni | Eduardo Lagos                    | argentinischer Pianist, Komponist und Musikkritiker                             | 80    |       |
| 26. Juni | Charles Leighton                 | US-amerikanischer Mundharmonikaspieler und Toningenieur                         | 88    |       |
| 26. Juni | Bernd Mattheus                   | deutscher Schriftsteller                                                        | 56    |       |
| 26. Juni | Mihai Naca                       | rumänischer Rugbytrainer                                                        | 70    |       |
| 26. Juni | Conchita Núñez                   | spanische Schauspielerin und Synchronsprecherin                                 | 66    |       |
| 26. Juni | Jürgen Pahlke                    | deutscher Ökonom                                                                | 81    |       |
| 26. Juni | Mario Verdone                    | italienischer Filmkritiker                                                      | 91    |       |
| 26. Juni | Tom Wilkes                       | US-amerikanischer Designer und Fotograf                                         | 69    |       |
| 27. Juni | Ernst Barkmann                   | deutscher SS-Soldat                                                             | 89    |       |
| 27. Juni | Frank Barlow                     | britischer Mediävist                                                            | 98    |       |
| 27. Juni | Victoriano Crémer                | spanischer Dichter und Journalist                                               | 101   |       |
| 27. Juni | Mary Lou Forbes                  | US-amerikanische Journalistin                                                   | 83    |       |
| 27. Juni | Roy Fowler                       | englischer Leichtathlet                                                         | 75    |       |
| 27. Juni | Ingrid Grohmann                  | deutsche Historikerin und Archivarin                                            | 67    |       |
| 27. Juni | Spyros Kalogirou                 | griechischer Schauspieler                                                       | 86    |       |
| 27. Juni | Erwin Kriz                       | österreichischer Radrennfahrer                                                  | 73    |       |
| 27. Juni | Willy Kyrklund                   | schwedischer Schriftsteller                                                     | 88    |       |
| 27. Juni | Marcel Lang                      | Schweizer Kantor und Sänger                                                     | 53    |       |
| 27. Juni | Herbert Lindlar                  | britisch-schweizerischer Chemiker                                               | 100   |       |
| 27. Juni | Ollie Poole                      | US-amerikanischer American-Football-Spieler                                     | 87    |       |
| 27. Juni | Fayette Pinkney                  | US-amerikanische Sängerin                                                       | 61    |       |
| 27. Juni | Nanae Sasaki                     | japanische Marathonläuferin                                                     | 53    |       |
| 27. Juni | Gale Storm                       | US-amerikanische Schauspielerin und Sängerin                                    | 87    |       |
| 27. Juni | Goffredo Telles                  | brasilianischer Rechtswissenschaftler                                           | 94    |       |
| 27. Juni | Eduard Trier                     | deutscher Kunsthistoriker, Direktor der Düsseldorfer Kunstakademie              | 89    |       |
| 27. Juni | Jackie Washington                | kanadischer Bluesmusiker                                                        | 89    |       |
| 28. Juni | Josep Maria Guix                 | Altbischof von Vic, Spanien                                                     | 81    |       |
| 28. Juni | A. K. Lohithadas                 | indischer Drehbuchautor und Filmregisseur                                       | 54    |       |
| 28. Juni | Billy Mays                       | US-amerikanischer Fernsehmoderator                                              | 50    |       |
| 28. Juni | Fred Travalena                   | US-amerikanischer Entertainer                                                   | 66    |       |
| 28. Juni | Sunitha Wickramasinghe           | srilankisch-britischer Mediziner                                                | 67    |       |
| 28. Juni | Yu Hyun-mok                      | südkoreanischer Filmregisseur                                                   | 83    |       |
| 29. Juni | Dave Batters                     | kanadischer Politiker                                                           | 39    |       |
| 29. Juni | Michael Brügger                  | deutscher Bodybuilder                                                           | 47    |       |
| 29. Juni | Mohammad Hoqouqi                 | iranischer Autor                                                                | 72    |       |
| 29. Juni | Max Lotteraner                   | österreichischer Politiker und Sportler                                         | 81    |       |
| 29. Juni | Pauline Picard                   | kanadische Politikerin                                                          | 62    |       |
| 29. Juni | Francis Denis Podger             | australischer Botaniker                                                         | 75    |       |
| 29. Juni | Jan Rubeš                        | kanadisch-tschechischer Schauspieler und Musiker                                | 89    |       |
| 29. Juni | Erwin Schopper                   | deutscher Physiker                                                              | 100   | FAZ   |
| 29. Juni | Hans Alfred Steger               | deutscher Diplomat und Botschafter                                              | 82    |       |
| 29. Juni | Arnold Zarft                     | deutscher Pastor und Ehrenbürger von Neustrelitz                                | 78    |       |
| 30. Juni | Otto Balmert                     | deutscher Architekt und Fußballfunktionär                                       | 86    |       |
| 30. Juni | Pina Bausch                      | deutsche Tänzerin und Choreografin                                              | 68    |       |
| 30. Juni | Judy Bounds Coleman              | US-amerikanische Sängerin und Musikprofessorin                                  | 81    |       |
| 30. Juni | Alan Carter                      | englisch-deutscher Balletttänzer, Choreograf und Kostümbildner                  | 88    |       |
| 30. Juni | Paquito Cordero                  | puerto-ricanischer Fernsehproduzent und Schauspieler                            | 76    |       |
| 30. Juni | Mosse Jørgensen                  | norwegische Pädagogin                                                           | 88    |       |
| 30. Juni | Ernst Leuenberger                | Schweizer Politiker                                                             | 64    |       |
| 30. Juni | James F. McNulty                 | US-amerikanischer Politiker                                                     | 83    |       |
| 30. Juni | Luis Oliva                       | argentinischer Leichtathlet                                                     | 101   |       |
| 30. Juni | Harve Presnell                   | US-amerikanischer Schauspieler                                                  | 75    |       |
| 30. Juni | Jean-Paul Roux                   | französischer Historiker                                                        | 84    |       |
| 30. Juni | Shi Pei Pu                       | chinesischer Opernsänger                                                        | 70    |       |
| 30. Juni | Joan Wiffen                      | neuseeländische Paläontologin                                                   | 87    |       |
|          | Karl-Otto Dummer                 | deutscher Seemann und Autor                                                     | 76    |       |